# Квакер (явление)
Квакер (или квакушка) — источник первоначально неизвестных подводных звуковых колебаний низкочастотного диапазона, фиксируемый эхолокационными установками морских судов и подводных лодок с 1960-х годов. Русское название явления исходит из схожести некоторых записанных сигналов со звуками, издаваемыми лягушками; английское название «bio-duck» отражает схожесть звука с утиным кряканьем.

## Гипотезы возникновения квакеров

### Разведка
Поскольку впервые это явление было отмечено военно-морскими силами СССР во времена противостояния в холодной войне было сделано предположение о развёртывании противником системы глобальной пеленгации морских судов. Вследствие чего ВМФ СССР была организована программа «Квакер», занимавшаяся данной проблемой вплоть до 1980-х годов, после чего программа была закрыта, а все материалы были отправлены в военно-морские архивы под грифом «Секретно». Однако, приведённая версия не получила своего подтверждения в связи с тем, что развёртывание подобной системы было бы крайне дорогим и малоэффективным.

### Неопознанный плавающий объект
По уфологической версии квакеры — это попытки установки контакта представителями иных цивилизаций или НПО.

### Животные
Согласно одному из основных предположений, относительно возникновения явления, источник этих звуков — морские животные малоизученных или, возможно, неизвестных видов.
Некоторые исследователи предполагали, что квакерами могут являться некоторые виды китообразных, которые, как известно, отлично используют гидроакустику. В квакеры «записывали» косаток и даже вымерших к настоящему времени базилозавров. По другим мнениям, квакером может быть гигантский кальмар из семейства Architeuthidae, что объяснило бы целый ряд особенностей поведения и сложностей обнаружения, так как по ряду предположений гигантские кальмары могут охотиться на крупных морских млекопитающих (за коих, вероятно, принимают подводные лодки), а бескостное телосложение затрудняет их обнаружение штатными приборами наблюдения.
Эта гипотеза получила подтверждение в 2014 году, когда было установлено, что звуки издаёт южный малый полосатик.